# 山陰文学賞
山陰文学賞（さんいんぶんがくしょう）は、かつて島根日日新聞社が主催していた公募文学賞。地域限定型の文学賞で応募資格は、島根県・鳥取県に在住する人に限られていた。

## 概要
山陰出身の作家難波利三、桜庭一樹、松本侑子などに続く作家の発掘と、文学活動の活性化、新人作家の顕彰を目的とし、2008年9月24日に創設された。
受賞作は、文芸雑誌『季刊山陰』に掲載された。

## 受賞作
第1回（2009年発表）応募総数：52
- エッセイ部門
  - 大賞：『おにごっこの記憶』石橋直子
  - 優秀賞：『たこ焼き屋Qちゃんの涙』北山一星
  - 優秀賞：『ベリーハッピイ』竹内玄光
- 小説部門
  - 大賞：『潮路の果てに』大田静間
  - 優秀賞：『らもよし こんたもよし』丹羽隆
  - 優秀賞：『やさしい赤』安藤奈都
  - 奨励賞：『僕の親友は声』島松大
  - 島根日日新聞社賞：『ぽんぽこぽんのぽん』寺井敏夫
- 童話部門
  - 大賞：『ひゃっくりが聞こえますか?』よねやまみちお
  - 優秀賞：『ともだち』宮森楓
  - 優秀賞：『ある小さな小さな島の物語』宮森健次

第2回（2010年発表）応募総数：48
- エッセイ部門
  - 大賞：『北の大地を走る』北山一星
  - 優秀賞：『おばあちゃんの還暦』平里葉月
  - 優秀賞：『今、ここに在る幸せを』山口昌彦
  - 奨励賞：『一冊のノートから』藤田隆幸
- 小説部門
  - 優秀賞：『斐川の風』寺井敏夫
- 童話部門
  - 奨励賞：『うさぎのモカちゃん どうぶつえんに』木佐佳代子

第3回（2011年発表）
- エッセイ部門
  - 最優秀賞：『妻を支えて』竹内玄光
  - 優秀賞：『小っちゃいおじいちゃんと、私』鐘築牧子
  - 奨励賞：『ゆうきの役割』佐藤美貴子
- 小説部門
  - 最優秀賞：『湊情話』大田静間
  - 優秀賞：『漁火』岡崎徹
  - 奨励賞：『愛々々々』奥井久
  - 奨励賞：『青春の写し絵』遠坂げんき
- 童話部門
  - 該当なし

第4回（2012年発表）
エッセイ部門
- - 最優秀賞：『鷺峠』神田力
  - 優秀賞：『柿』窓枠曲壁
- 小説部門
  - 該当作なし
- 童話部門
  - 最優秀賞：『ぼくはイチロー』丹羽隆

第5回（2013年発表）
- エッセイ部門
  - 該当作なし
- 小説部門
  - 該当作なし
- 童話部門
  - 該当作なし

## 選考委員
- 第1回 - 第5回：北川泉（島根大学名誉教授）
- 第1回 - 第5回：小泉凡（島根県立大学短期大学部教授）
- 第1回 - 第5回：山本成美（童話作家）
- 第1回 - 第3回：ダスティン・キッド（日本文化研究家）
- 第1回 - 第4回：小松昭夫（人間自然科学研究所理事長）
- 第5回：交易場修（人間自然科学研究所広報室長）